# Michael Schwarz (Architekt)

Michael Schwarz (2025)

Michael Schwarz (* 1964 in Castrop-Rauxel) ist ein deutscher Architekt und Hochschullehrer mit einem breiten Tätigkeitsfeld in Praxis, Lehre und Forschung. Nach seinem Architekturstudium an der Technischen Universität Dortmund, das er 1995 mit einem ausgezeichneten Diplom abschloss, sammelte er erste berufliche Erfahrungen sowohl in der Lehre als auch in der freien Architekturpraxis. Seit 1998 ist er geschäftsführender Gesellschafter des Architekturbüros Spital-Frenking + Schwarz in Lüdinghausen, wo er zahlreiche prämierte Projekte realisierte. Parallel dazu engagiert er sich seit den 1990er-Jahren in der akademischen Ausbildung und war Vertretungsprofessor an der Hochschule Trier im Bereich Bauen im Bestand und Denkmalpflege. Seine Arbeit zeichnet sich durch die Verbindung von innovativen architektonischen Konzepten mit städtebaulichen und denkmalpflegerischen Aspekten aus.

## Ausbildung
Michael Schwarz wurde 1964 in Castrop-Rauxel geboren. Er absolvierte sein Architekturstudium an der Technischen Universität Dortmund, wo er im August 1995 sein Diplom bei Professor Hans Busso von Busse erlangte. Für seine Diplomarbeit erhielt Schwarz den Förderpreis des BDA Ruhrgebiet, was seine frühe akademische Leistung unterstreicht. Während seines Studiums sammelte er bereits praktische Erfahrungen und vertiefte sein architektonisches Verständnis. Im Wintersemester 1991/92 übernahm Schwarz eine Lehrbeauftragung am Lehrstuhl für Entwerfen und Baukonstruktion bei Professor von Busse an der Technischen Universität Dortmund.

## Berufliche Laufbahn
Schwarz entwickelte seine berufliche Laufbahn im Architektursektor. Nach seinem Studienabschluss an der 1995 etablierte er sich zunächst als freischaffender Architekt. Als Partner Oskar Spital-Frenkings ist er seit 1998 geschäftsführender Gesellschafter des Architekturbüros Spital-Frenking + Schwarz in Lüdinghausen, wo er seine konzeptionellen und planerischen Kompetenzen kontinuierlich erweiterte.
Die berufliche Entwicklung Schwarz’ umfasst verschiedene Tätigkeiten im akademischen Bereich. Von 1995 bis 2000 war er als Assistent an verschiedenen Lehrstühlen der Technischen Universität Dortmund tätig, unter anderem am Lehrstuhl für Entwerfen und Industriebau. Seit September 2000 ist er Assistent am Lehrstuhl für Gebäudelehre. Schwarz’ Expertise im Bereich der Architektur wird durch seine Tätigkeit als Gastdozent für den Workshop „Stadtkrone Ost“ in Dortmund im März 1999 belegt. Seine Mitgliedschaft in der Architektenkammer NRW seit Oktober 1997 unterstreicht seine professionelle Anerkennung in der Branche. Von 2023 bis 2025 erweiterte Schwarz seine berufliche Perspektive um die akademische Dimension der Architekturvermittlung und -lehre als vertretender Professor am Lehrstuhl für Architektur der Hochschule Trier im Lehrgebiet Bauen im Bestand und Denkmalpflege. Seine Expertise konzentriert sich auf zeitgemäße architektonische Konzepte, die städtebauliche Kontexte und funktionale Anforderungen innovativ miteinander verbinden.

## Fachliche Schwerpunkte und Philosophie
Michael Schwarz hat sich als Architekt auf die Gestaltung von Fassaden und deren Bedeutung für die Wahrnehmung von Gebäuden spezialisiert. In seiner architektonischen Philosophie betrachtet er die Fassade als wesentliches Element, das die Wirkung eines Gebäudes auf den Betrachter und den umgebenden Raum maßgeblich bestimmt. Schwarz’ Ansatz zeichnet sich durch eine intensive Auseinandersetzung mit den Prinzipien und Regeln zur Entwicklung des angestrebten architektonischen Ausdrucks aus, wobei er sowohl historische Bezüge als auch zeitgenössische Beispiele in seine Überlegungen einbezieht. Seine fachlichen Schwerpunkte umfassen zudem die Erforschung des Zusammenspiels zwischen Architektur und städtischem Kontext, was sich in seiner Lehrtätigkeit und seinen Beiträgen zu städtebaulichen Diskursen widerspiegelt. Schwarz legt besonderen Wert auf die Schaffung von „Möglichkeits(t)räumen“ in der Stadtentwicklung, ein Konzept, das die Flexibilität und Anpassungsfähigkeit architektonischer Lösungen an sich wandelnde urbane Bedürfnisse betont.

## Projekte und Auszeichnungen
Schwarz’ Büro hat zahlreiche bedeutende Projekte realisiert und dafür diverse Auszeichnungen erhalten. Zu seinen wichtigsten Werken zählt der Umbau des Baukunstarchivs NRW in Dortmund, für den es 2020 den Architekturpreis des BDA Dortmund Hamm Unna erhielt. Die Jury lobte dabei die „intelligente Weiternutzung“ des ehemaligen städtischen Museums am Ostwall und die „wohltuende Zurückhaltung im Umgang mit der Historie des Hauses“. Ein weiteres prämiertes Projekt ist die Innenraumsanierung der evangelischen Stadtkirche St. Petri in Dortmund, die 2023 mit einer Anerkennung beim BDA-Architekturpreis Dortmund Hamm Unna gewürdigt wurde. Auch der Neubau des Gemeindezentrums an der St. Dionysiuskirche in Dortmund-Kirchderne brachte seinem Büro 2017 die „Auszeichnung guter Bauten“ des BDA ein. Besonders hervorzuheben ist zudem die Sanierung der Geschwister-Scholl-Schule in Lünen, für die es eine mehrfache Auszeichnung gab: 2016 erreichte das Projekt die Shortlist des nationalen Nike BDA-Architekturpreises in der Kategorie „Neuerung“, 2015 erhielt es eine Auszeichnung beim BDA-Architekturpreis NRW, 2014 beim BDA-Preis guter Bauten Dortmund Hamm Unna und 2013 den Schulbaupreis NRW der Architektenkammer Nordrhein-Westfalen. Weitere prämierte Projekte umfassen die Instandsetzung und den Umbau des Adolf-Grimme-Instituts in Marl, ausgezeichnet mit dem Westfälisch-Lippischen Preis für Denkmalpflege 2009, sowie Schulbauten in Wesel und Lüdinghausen, die 2003 BDA-Auszeichnungen erhielten.

## Engagement und Mitgliedschaften
Michael Schwarz engagiert sich in zahlreichen Gremien und Organisationen im Bereich Architektur und Stadtplanung. Seit 2008 ist er Mitglied im Bund Deutscher Architektinnen und Architekten (BDA). Seit 2012 ist Schwarz als Mitglied im Gestaltungsbeirat der Stadt Coesfeld tätig. Seit 2016 wirkt er im Bauforum Unna mit. Im akademischen Bereich übernahm Schwarz von Oktober 2012 bis Oktober 2018 eine Vertretungsprofessur am Lehrstuhl für Gebäudelehre an der Technischen Universität Dortmund. Anschließend wurde er zum Professor für das Lehrgebiet Internationale Frühjahrsakademie an derselben Universität ernannt. Seit 2021 ist Schwarz Mitglied im Mobilen Baukultur-Beirat des Landschaftsverbands Westfalen-Lippe (LWL). Im September 2022 wurde er in die Deutsche Akademie für Städtebau und Landesplanung berufen. Darüber hinaus ist Schwarz seit 2023 als Vertretungsprofessor an der Hochschule Trier im Studiengang Architektur tätig, wo er das Lehrgebiet Bauen im Bestand und Denkmalpflege betreut. Neben diesen Tätigkeiten wirkt Schwarz regelmäßig als Preisrichter in verschiedenen Wettbewerbsverfahren mit.

## Werke und Schriften (Auswahl)
- mit Oskar Spital-Frenking: Scharoun: Sanierung der Geschwister-Scholl-Schule in Lünen von Spital-Frenking + Schwarz. In: AIT. Band 121, Nr. 5. Leinfelden-Echterdingen 2013, S. 130–133.
- mit Olaf Schmidt: Walter A. Noebel: Architekturlehre 2000-2012. Dortmund 2013, ISBN 978-3-86206-294-2
- Gebäudelehre. In: Christos Stremmenos, Alina Porz (Hrsg.): Das Dortmunder Modell Bauwesen. Dortmund 2014, ISBN 978-3-88364-199-7, S. 102–107.
- Die Räume in Theorie und Praxis. In: Marika Schmidt (Hrsg.): Schulgesellschaft: Vom Dazwischen zum Lernraum - 30 Schulgebäude im Vergleich. Jovis, Berlin 2014, ISBN 978-3-86859-342-6, S. 88–91
- mit Olaf Schmidt: Internationale Frühjahrsakademie Ruhr – Mehrwert universitärer Entwurfsprojekte in Dortmund. In: Dieter Nellen et al. (Hrsg.): Dortmund bauen – Masterplan für eine Stadt: Strategien und Perspektiven der Dortmunder Stadtentwicklungspolitik in den ersten beiden Jahrzehnten des 21. Jahrhunderts. Jovis, Berlin 2018, ISBN 978-3-86859-495-9, S. 242–245.
- Ein Ort der (Schul-)Gesellschaft: die revitalisierte Geschwister-Scholl-Schule in Lünen. In: Hans-Jürgen Lechtreck (Hrsg.): Bildung @Stadt_Bauten_Ruhr. Kettler, Dortmund 2022, ISBN 978-3-9874100-1-7, S. 130–153.